# إن إتش إل 19
إن إتش إل 19 (بالإنجليزية: NHL 19)‏ هي لعبة فيديو محاكاة هوكي الجليد، تم تطويرها من شركة إي أيه فانكوفر ونشرها من قبل إي أيه سبورتس وإصدارها في سبتمبر 2018، وهي الإصدار ال28 لسلسلة ألعاب إن إتش إل، تم طرحها لأجهزة بلاي ستيشن 4 و إكس بوكس ون، يظهر اللاعب الكندي بيرنل كارل سوبان على غلافها الرسمي.